# ییرژی هردینا
ییرژی هردینا (چکی: Jiří Hrdina؛ زادهٔ ۵ ژانویهٔ ۱۹۵۸) بازیکن هاکی روی یخ اهل چکسلواکی است.
وی همچنین برندهٔ جوایزی همچون جام استنلی شده‌است.
از باشگاه‌هایی که در آن بازی کرده‌است می‌توان به کلگری فلیمس اشاره کرد.